# Ain
Ain là một tỉnh của Pháp. Tỉnh này được đặt tên theo sông Ain ở rìa phía đông của nước Pháp. Tỉnh này thuộc vùng Auvergne-Rhône-Alpes và giáp với sông Saône và sông Rhône. Tỉnh Ain có vị trí địa lý thuận lợi, có hệ thống giao thông phát triển với các đường bộ cao tốc, đường sắt cao tốc TGV và gần các sân bay như sân bay quốc tế Lyon và sân bay quốc tế Geneva.
Ain gồm có bốn khu vực địa lý khác nhau (Bresse, Dombes, Bugey và Pays de Gex) và mỗi nơi có một đặc điểm riêng của mình - góp phần vào sự đa dạng và sự phát triển năng động kinh tế của tỉnh này. Trong khu vực Bresse nông nghiệp và công nghiệp-nông nghiệp chủ yếu trồng các loại ngũ cốc, chăn nuôi gia súc, sản xuất sữa và pho mát cũng như chăn nuôi gia cầm. Tại Dombes, ngư nghiệp có vai trò quan trọng còn Bugey có nghề trồng nho phát triển. Việc đa dạng hóa cao của ngành công nghiệp của bộ phận được đi kèm với sự hiện diện mạnh mẽ của ngành sản xuất chất dẻo trong và xung quanh Oyonnax (được gọi là "Thung lũng chất dẻo").
Ain thuộc các tỉnh có nền kinh tế tăng trưởng nhanh nhất trong các tỉnh của Pháp, tỷ lệ thất nghiệp của tỉnh này thấp hơn nhiều mức trung bình của quốc gia và khu vực. Bên cạnh các doanh nghiệp vừa và nhỏ có định hướng xuất khẩu, nhiều doanh nghiệp lớn với vị trí dẫn đầu trên thị trường quốc gia và quốc tế đã đặt cơ sở tại tỉnh này.
Mặc dù là tỉnh phát triển hiện đại, Ain vẫn coi trọng các di sản lịch sử và nền văn hoá truyền thống của mình, minh hoạ cụ thể là nền ẩm thực của Ain, công tác bảo tồn 346 di tích, 14 viện bảo tàng, ngành du lịch sinh thái và trượt tuyết.

## Lịch sử
Những cư dân đầu tiên định cư trên lãnh thổ của Ain ngày nay khoảng năm 15.000 trước Công nguyên. Các menhir Simandre-sur-Suran có niên đại từ thời kỳ này.
Trong năm 58 trước Công Nguyên, Julius Caesar đã tiến hành các hoạt động quân sự chống lại các người Helvetian đã tiên tới Gaul trên lãnh thổ của Ain ngày nay đã đánh dấu sự khởi đầu của các cuộc chiến tranh Gallic.
Dưới thời người Merovingia, Ain thuộc về Vương quốc Burgundia. Vào đầu thế kỷ thứ 6, giáo phận Belley được thành lập. Các nhà nguyện quan trọng của Hội Saint Benedict được thành lập trong thung lũng.
Trong năm 843, Ain đã được giao cho vương quốc Lothar I theo Hiệp ước Verdun. Các lãnh địa lớn đầu tiên ("Seigneuries") xuất hiện giữa năm 895 và 900 trong Bâgé-la-Ville và Coligny. Nhiều lâu đài được dựng lên. Trong thế kỷ 12, kiến trúc Rô man thịnh vượng tại đây.
Trong thế kỷ 11 các công tước của Savoy và Valromey định cư trong khu vực của Belley. Năm 1272 họ nhận được Bresse và theo Hiệp ước Paris năm 1355 - các khu vực Dauphine và Gex trên hữu ngạn của sông Rhône. Vào đầu thế kỷ 15 gần như toàn bộ khu vực Ain được thống nhất dưới ngọn cờ của Savoy. Tu viện mới được thành lập tại các thành phố, nhà thờ được xây dựng hoặc định hình lại theo phong cách kiến trúc gothic.

## Địa lý
Tỉnh Ain nằm gần dãy Alpes.

## Giao thông

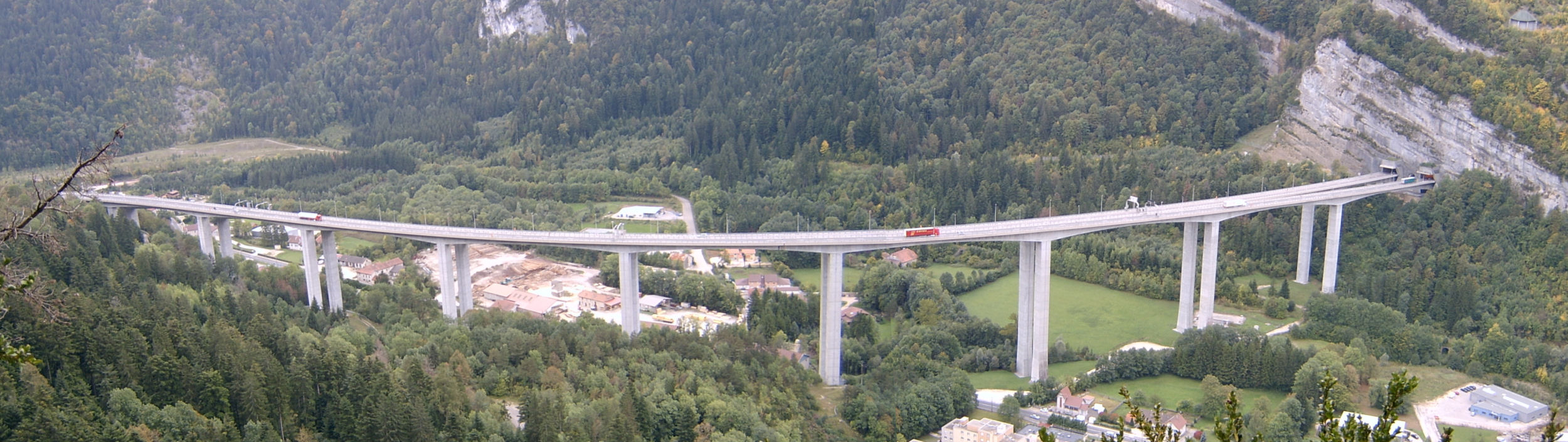
Cầu

### Đường sắt

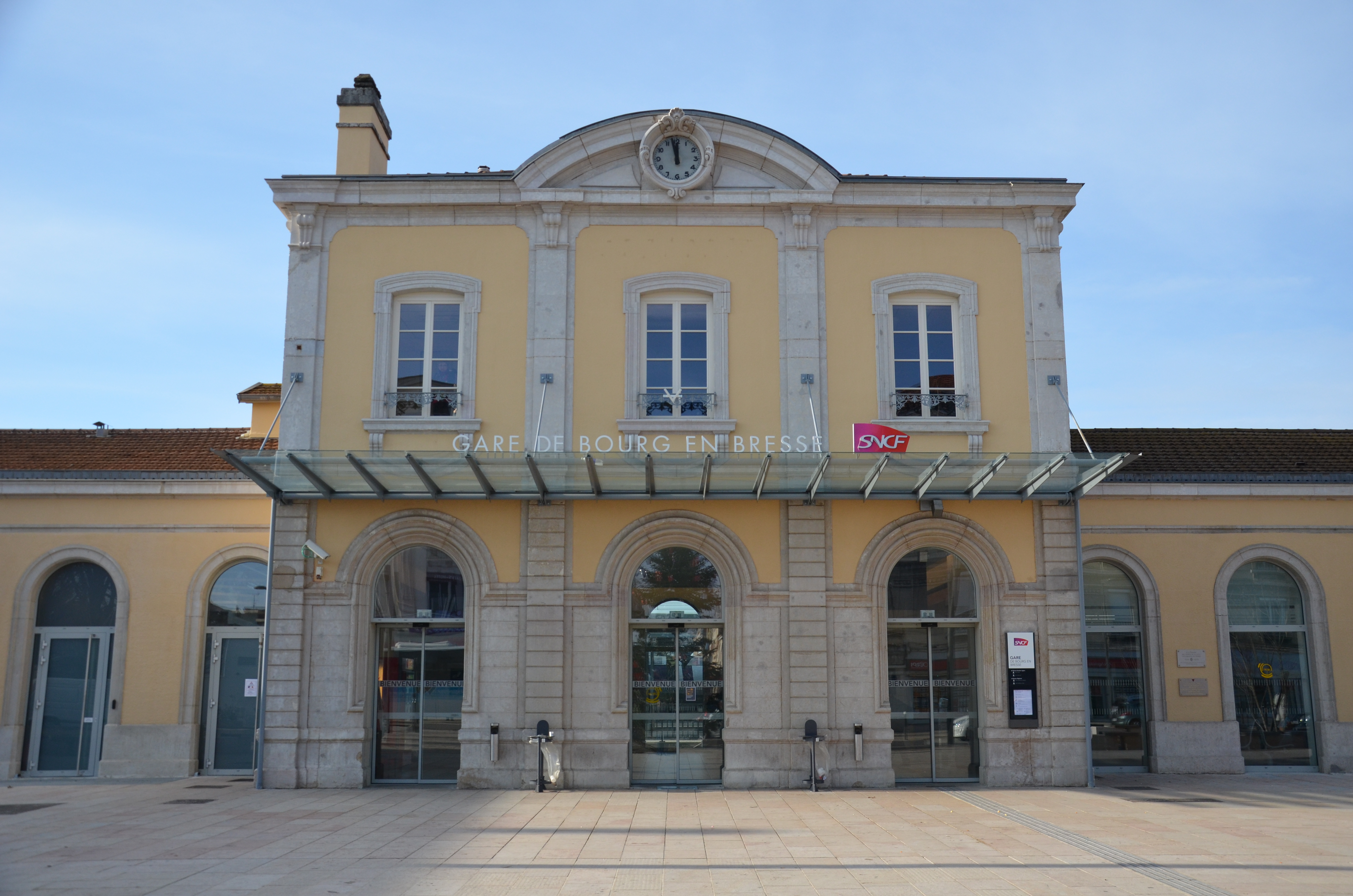
Nhà ga Bourg en Bresse
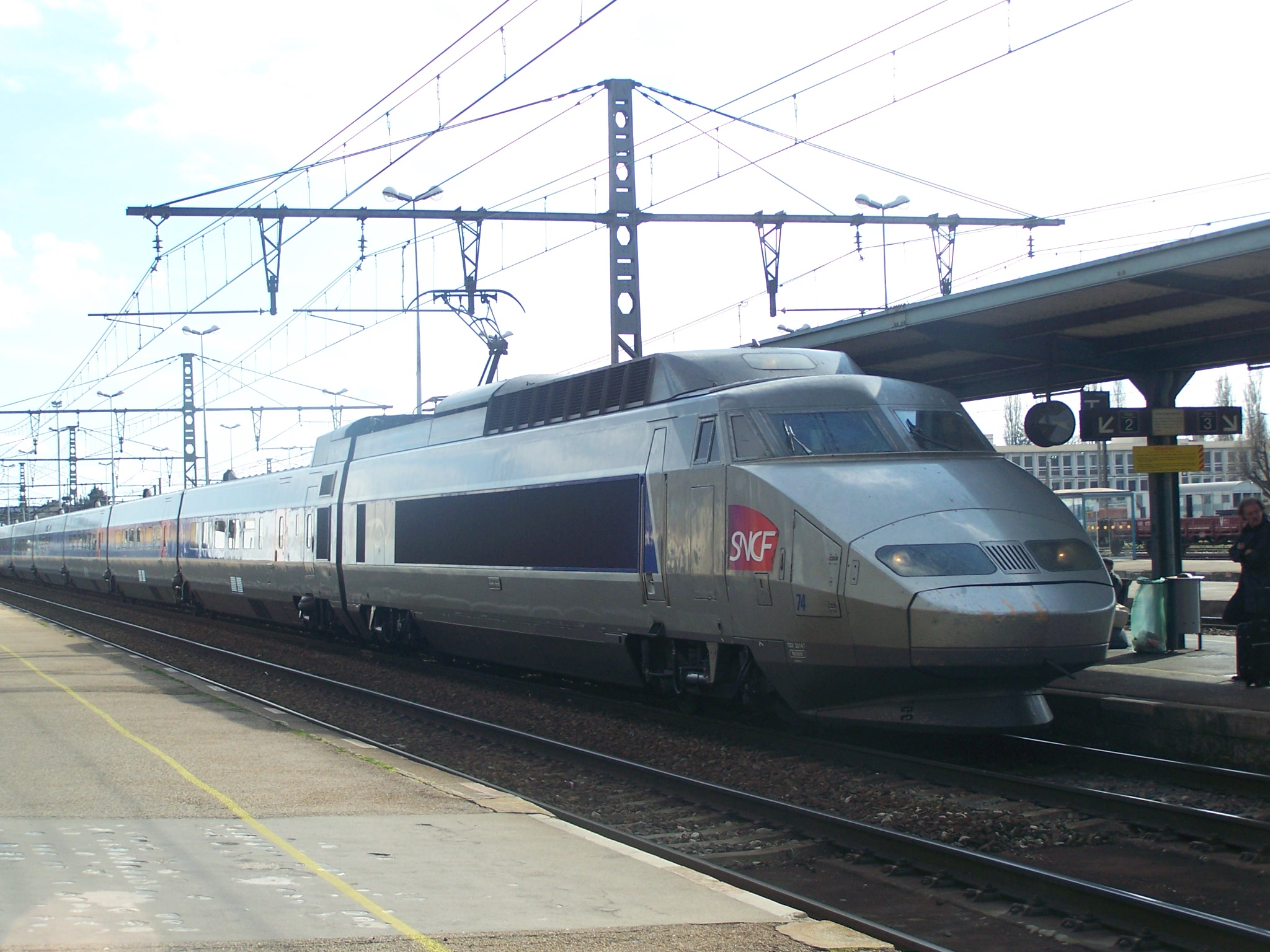
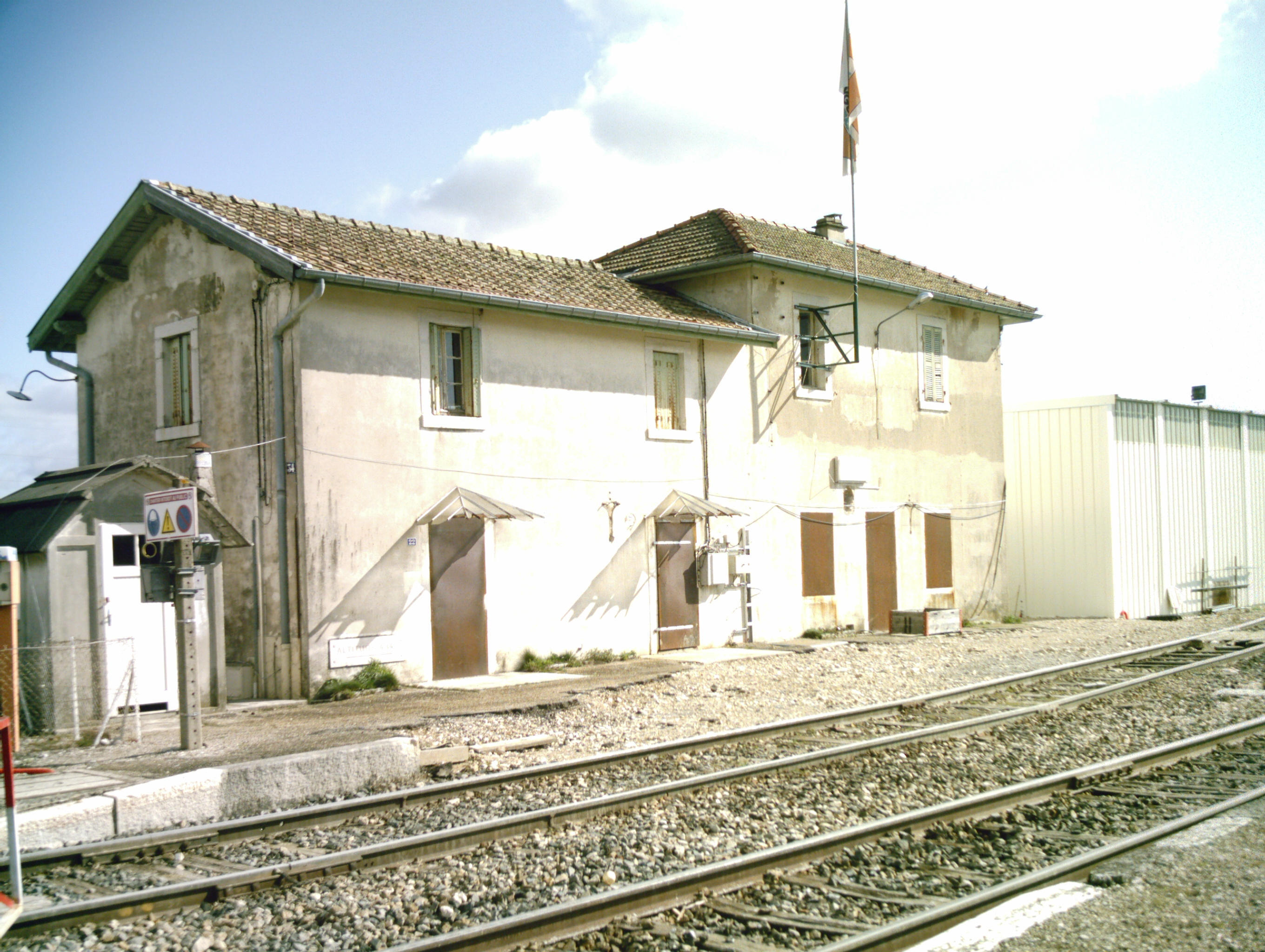
Nhà ga Nurieux Volognat
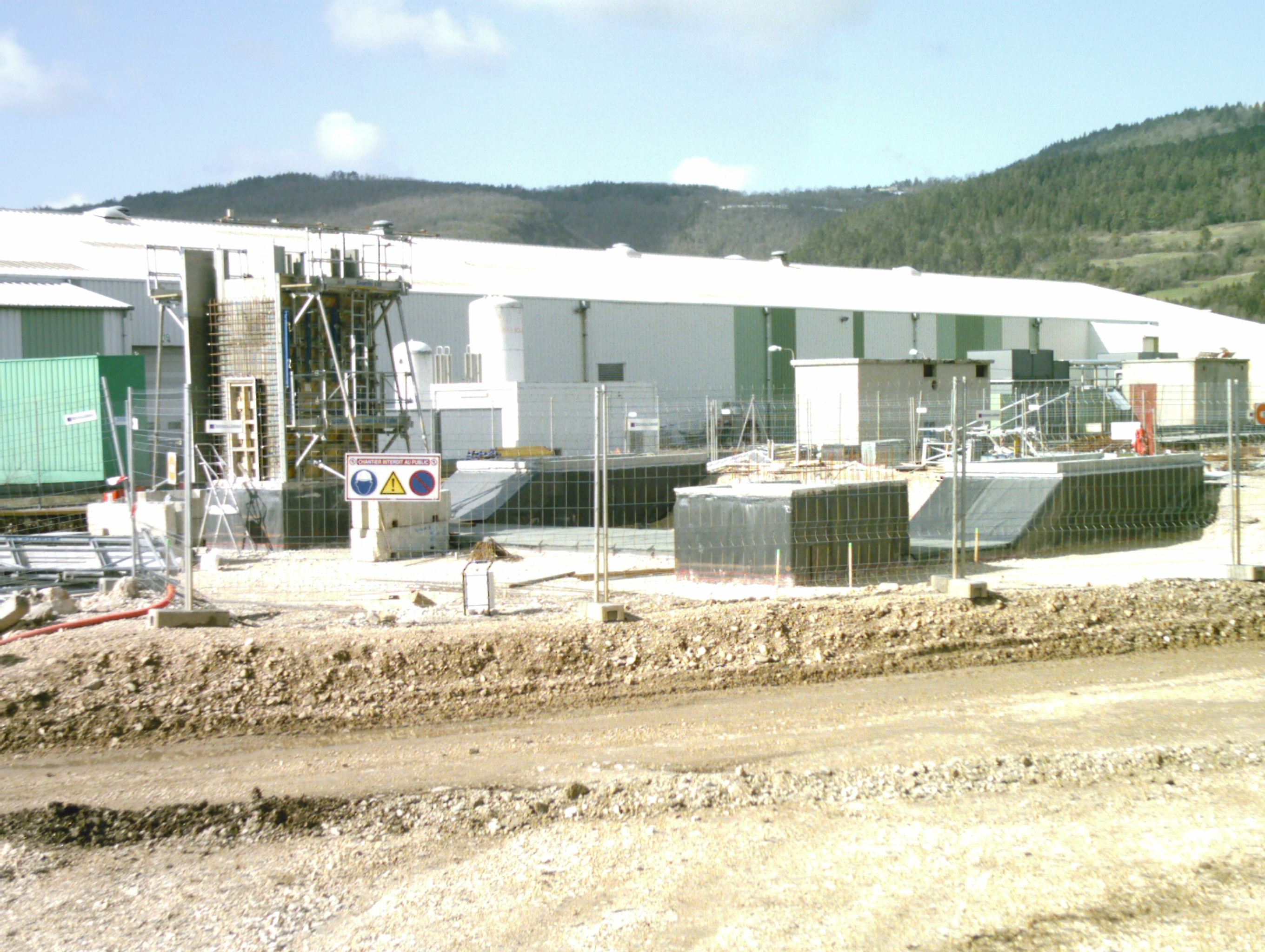